# MS München
MS München — немецкий лихтеровоз, принадлежавший компании Hapag Lloyd, затонувший со всей командой по неустановленной причине во время сильного шторма в декабре 1978 года. По наиболее вероятной версии, одна или несколько волн-убийц ударили по судну и повредили его, из-за чего оно дрейфовало 33 часа с креном в 50 градусов без электричества и с неработающим двигателем.

## Начало службы
MS München был спущен на воду 12 мая 1972 года на верфях Cockerill, Hoboken, Flanders, Belgium и вступил в строй 22 сентября 1972 года. München был лихтеровозом и был единственным кораблем такого рода под немецким флагом. В свой первый рейс — в Соединенные Штаты Америки — судно отправилось 19 октября 1972 года.
Однотипный с ним MS Bilderdijk был построен для Holland America Line на верфи Boelwerf Temse, также во Фландрии, Бельгия (Док № 859). Судно плавало под голландским флагом до 1986 года, когда оно было переименовано в Rhine Forest. Судно было снято с коммерческой эксплуатации 15 декабря 2007 года и отправлено на слом в Бангладеш.

## Последний рейс и исчезновение
München покинул порт Бремерхафен (Германия) 7 декабря 1978 года и направился в Саванну, штат Джорджия. Это был 62-й рейс судна, по обычному маршруту, в котором ему нужно было двигаться через Северную Атлантику, где с ноября бушевал сильный шторм. «Мюнхен» был спроектирован так, чтобы справиться с подобными погодными условиями. Исключительная плавучесть лихтеровозов была такой, что их считали практически непотопляемыми. В этом рейсе, на борту был груз стальной продукции, хранящейся в 83 лихтерах, и экипаж из 28 человек (25 мужчин и 3 женщины).
Рейс «Мюнхена» проходил гладко до ночи с 12 на 13 декабря. Между 00:05 и 00:07 (все время по Гринвичу) радист лихтеровоза Йорг Эрнст вышел в эфир на частоте «чата». Он сообщил о плохой погоде и некоторых повреждениях «Мюнхена» своему коллеге Хайнцу Леману, радисту на борту немецкого круизного судна MS Caribe, находящегося в 2400 морских милях (4 440 км). Эрнст также передал последнее известное положение «Мюнхена» как 44° с. ш. 24° з. д.. Качество передачи было плохим, так что не всё было понято Леманом. Поскольку это было стандартное сообщение, информация не была передана владельцу судна до 17 декабря. Среди повреждений судна, радистом Йоргом Эрнстом, были указаны мостик и то, что некоторые иллюминаторы были выбиты.

### Сигнал бедствия
Примерно через три часа (03:10-03:20) греческим сухогрузом класса Панамакс «Марион» был получен сигнал SOS, переданный затем советскому теплоходу «Мария Ермолова» и немецкому буксиру «Титан». MS München указал своё местоположение как 46°15′00″ с. ш. 27°30′00″ з. д., что, вероятно, было примерно в 100 морских милях (200 км) от его реального положения. Сообщения передавались с помощью азбуки Морзе, и принимались только обрывки кода. Согласно одному из обрывков сообщения, «50 градусов по правому борту», что можно было интерпретировать как 50-градусный крен на правый борт.
Автоматический аварийный сигнал также был принят несколькими радиостанциями, начиная с 04:43. После 07:34 сигналы больше не регистрировались, вероятно потому, что американские станции перестали прослушивать на частоте 2182 кГц. В 17:30 была начата международная поисково-спасательная операция, координировавшаяся британской береговой охраной в Лендс-Энд, Корнуолл. Скорость ветра в 11-12 баллов по шкале Бофорта была зарегистрирована в районе поиска, что затрудняло его. Первоначальный поиск, запрошенный HMCG, был осуществлен морским разведывательным самолетом Королевских ВВС Hawker Siddeley Nimrod, координируемым c авиабазы Маунт Баттен.

### Поиски
На следующий день, 13 декабря, дополнительный самолет Lockheed C-130 Hercules из Германии и шесть кораблей присоединились к поискам München. В 09:06 Мишель Ф. Синнот, бельгийский радиолюбитель из Брюсселя, получил голосовую передачу на необычной частоте 8238,4 кГц, которая обычно используется немецкой наземной станцией Norddeich Radio. Передача была четкой, но прерывалась каким-то шумом и содержала фрагменты названия и позывного München. Позже в суде Синнот сообщил, что голос был спокоен и говорил по-английски, но с отчетливым немецким акцентом. Поскольку у Синнота был только приемник для этой частоты, он передал сообщение по телексу на радиостанцию в Остенде.
Между 17:00 и 19:14, десять слабых сигналов Mayday были получены станцией на военно-морской базе США Рота, Испания через регулярные промежутки времени, упоминая про «28 человек на борту». Сообщения могли быть записаны и отправлены автоматически. Позывной München, «DEAT», который был передан с помощью азбуки Морзе, был принят три раза на той же частоте. Голландский океанский спасательный буксир «Смит Роттердам», возвращавшийся с других аварийных заходов в залив Морбиан и Ла-Манш, также принял сигналы München и отправился на назначенную позицию под командованием капитана П. Ф. де Нийса. Береговая охрана Лендс-Энд обеспечила планирование поиска и районы, которые будут охвачены, и назначил спасательный буксир Smit Rotterdam в качестве лидера, координирующего деятельность более 100 кораблей, а также 16 самолетов, которые временно базировались на Азорских островах.
14 декабря скорость ветра упала до 9 баллов. На тот момент в поисковой операции участвовали четыре самолёта и 17 кораблей. Были получены сигналы аварийного буя München. В 19:00 британский грузовой корабль King George поднял пустой спасательный плот в точке 44°22′00″ с. ш. 24°00′00″ з. д.. В тот же день другое грузовое судно Hapag-Lloyd, Erlangen, обнаружило и опознало три лихтера с München. На следующий день, 15 декабря, британский патрульный самолет Nimrod обнаружил два оранжевых объекта в форме буев на 44°48′00″ с. ш. 24°12′00″ з. д., а спасательный буксир «Титан» поднял второй спасательный плот. Третий был обнаружен на следующий день грузовым судном Badenstein на 44°48′00″ с. ш. 22°49′00″ з. д.; все плоты были пустыми. В тот день также была замечена жёлтая бочка.

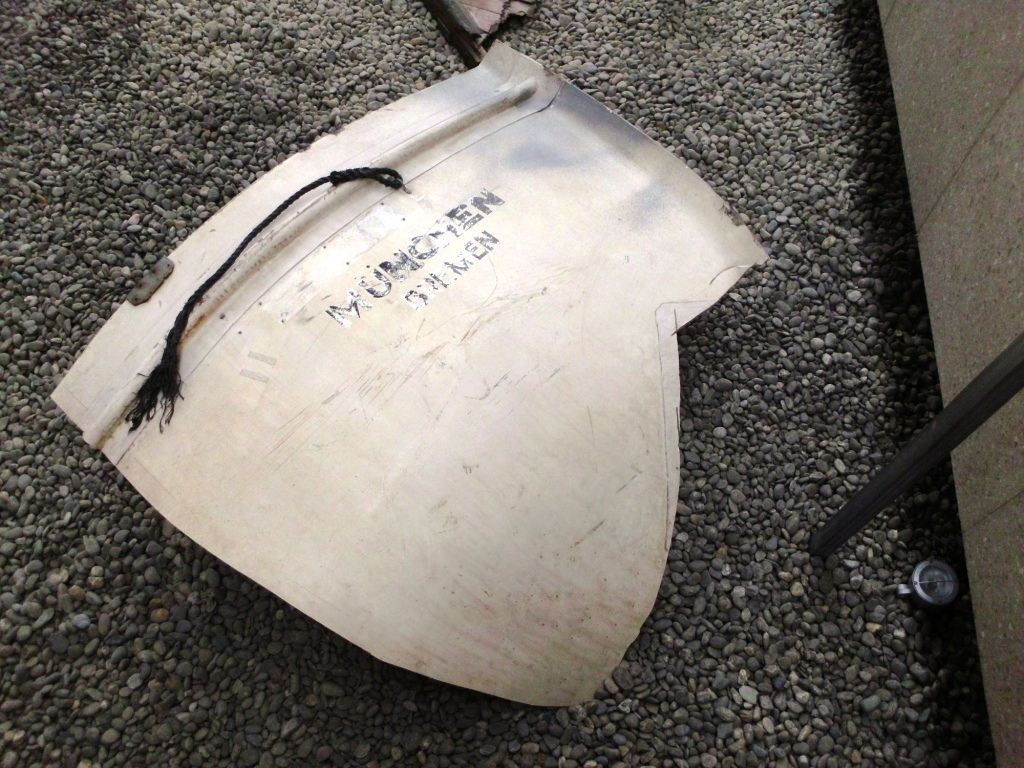
Фрагемнт шлюпки с MS München

17 декабря в 13:00 Düsseldorf Express выловил аварийный буй München. К тому моменту, скорость ветра упала до 3 баллов. Грузовое судно Starlight обнаружило два спасательных круга, на43°25′00″ с. ш. 22°34′00″ з. д. судно Sealand Consumer подобрало четвертый пустой спасательный плот. Также были замечены три спасательных жилета, два из них были подняты Starlight и один Evelyn.
Официально международная поисковая операция завершилась вечером 20 декабря, через неделю после начала. Правительство Западной Германии и Hapag-Lloyd решили вести поиски München еще два дня при поддержке британских и американских войск. Всего 13 самолетов из Великобритании, США, Португалии и Германии, а также почти 80 торговых и военно-морских судов искали корабль или его команду. 16 февраля автовоз «Дон Карлос» подобрал поврежденную правую спасательную шлюпку München — последний объект, обнаруженный с лихтеровоза.
Всего в районе поисков были найдены: три лихтера, четыре спасательных плота, несколько спасательных жилетов и аварийный радиобуй. Через несколько недель была обнаружена одна из спасательных шлюпок.

## Расследование

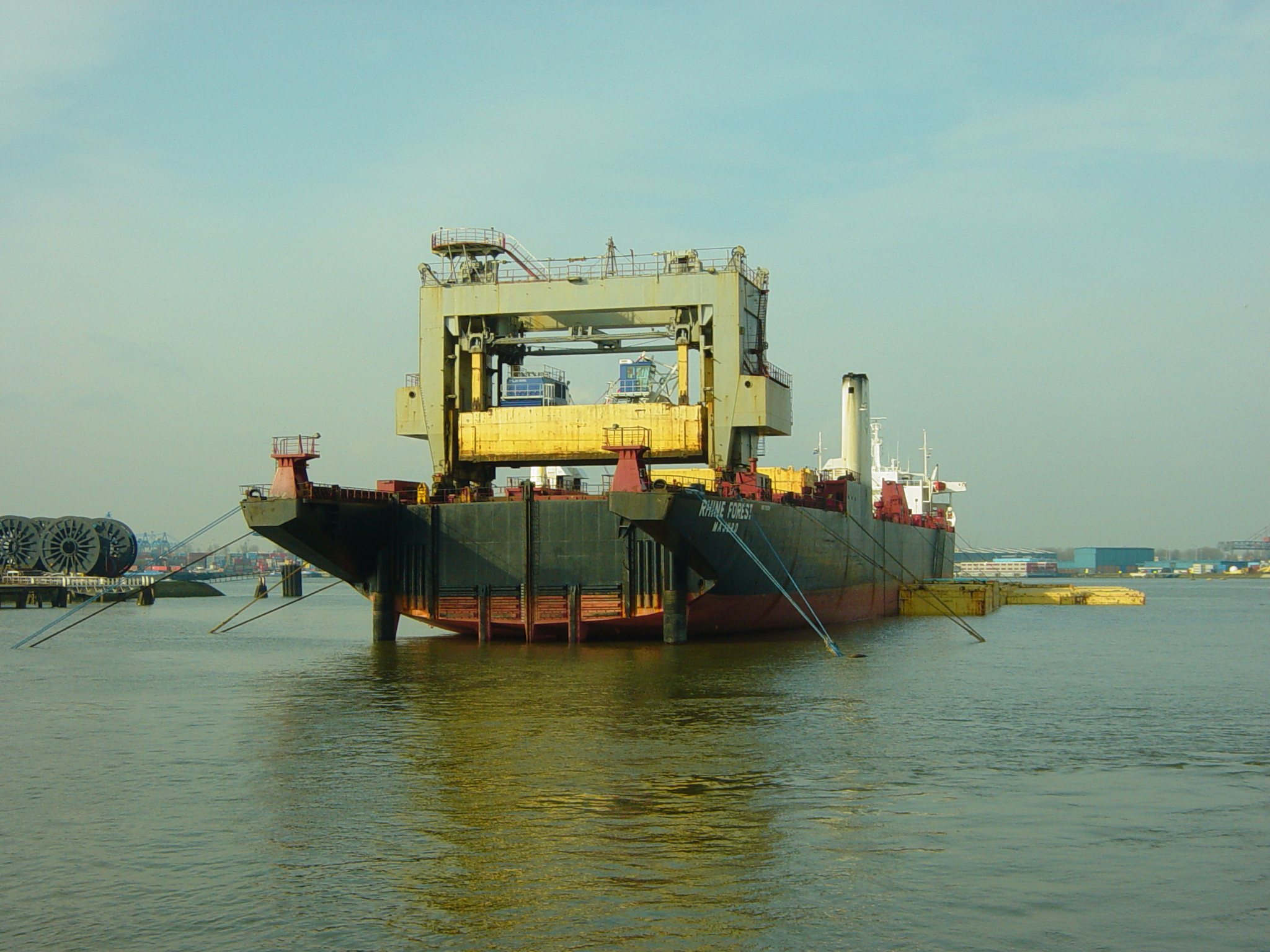
Однотипное с MS München судно Rhine Forest. Вид на кормовой козловой кран.

Конструкция корабля и немногие останки были внимательно изучены. Единственным ключом к разгадке возможной причины катастрофы стала спасательная шлюпка «Мюнхена », которая изначально была пришвартована к правому борту корабля на высоте двадцати метров с помощью металлических болтов. Эти болты были полностью отогнуты назад, что указывало на тяжелые выключатели спереди. Однако причину и ход аварии так и не удалось выяснить без сомнений. Однако расследование, проведенное в то время Морским ведомством Бремерхафена под руководством эксперта по авариям Вернера Хуммеля, и более поздние данные о так называемых волнах-убийцах привели к выводу, что «Мюнхен» , который был оборудован в соответствии с современными стандартами того времени, стал жертвой одной или нескольких таких волн высотой от 25 до 35 м. До их прямого обнаружения в 1995 году такие волны считались морской легендой. Тогда корабль имел крен 50 градусов и находился без движения из-за неисправности электрической системы, не мог маневрировать и не мог принимать радиосообщения или отправлять их на полную мощность.
Вероятно, судно затонуло только спустя 33 часа, но его искали не в том месте (на 180 км севернее) из-за неверной информации о местоположении (в то время не было ни GPS, ни спутниковой телефонии ). Поэтому спасти экипаж в этот период не удалось. Точное место затопления и место непосредственного крушения до сих пор неизвестны.
В Морском ведомстве опровергали предположение о том, что конструкция корабля и едва испытанный козловой кран (в корме судна) способствовали затоплению - это маловероятно, исходя из отчетов. Однако что именно произошло после волнового удара, остается неясным.

## Последствия
3 января 1979 года в Бременском соборе состоялось отпевание пропавших без вести. В нем принимало участие более 2000 человек. Судоходная компания продолжала выплачивать семьям моряков зарплату и вкладывала немалые деньги в раскрытие дела. Денежный ущерб оценивался в 150 миллионов немецких марок.
После того как судно затонуло, традиционное название «Мюнхен» больше не используется судоходной компанией Hapag-Lloyd. Однотипный корабль плавал под названием Bilderdyk до 1986 года, а затем под названием Rhine Forest до декабря 2007 года, а затем был сдан на слом в Читтагонге 11 января 2008 года. В 1980 году он чуть не затонул при аналогичных условиях. Из-за своей конструкции при очень сильном волнении оба корабля непредсказуемо (но воспроизводимо в модели) столкнулись с « зеленой водой » в районе мостика на высоте около 18 м, а это означает, что возможны повреждения типа оторванных надстроек. и помятые окна возникли из -за очень сильного удара о море. Возможно, мостик на « Мюнхене» был настолько поврежден, что экипаж укрылся в машинном отделении на корме.